# Le Luc
Pour les articles homonymes, voir Le Luc en Provence.
Le Luc-en-Provence redirige ici.
Le Luc est une commune française située dans le département du Var, en région Provence-Alpes-Côte d'Azur.
Elle est le chef-lieu de son propre canton, le canton du Luc.
Les habitants du Luc sont appelés les Lucois.

## Géographie

### Localisation
La commune, située au nord-est de Toulon et au centre du département du Var, près du massif des Maures, se trouve au milieu de l'axe Nice - Marseille. Le Luc occupe une place géographique privilégiée dans le Sud de la France : située à 35 kilomètres de Saint-Tropez, elle attire de très nombreux touristes durant toute l'année.
| Cabasse             | Le Thoronet |                      |
| Flassans-sur-Issole | du Luc      | Le Cannet-des-Maures |
|                     | Gonfaron    | Les Mayons           |

### Géologie et relief
La commune se compose de 508,84 hectares de territoires artificialisés (11,50 %), 1 692,90 hectares de territoires agricoles (38,27 %) et 2 221,28 hectares de forêts et milieux semi-naturels (50,22 %).
Espaces naturels :
- Quatre espaces protégés hors Natura 2000 :

Pardiguière. Terrain acquis (ou assimilé) par un Conservatoire d'espaces naturels,
Réserve naturelle nationale,
Saint-André/La Pardiguière,
Pardiguière - parcelle en maitrise d'usage.
- Deux espace protégé Natura 2000 :

La plaine et le massif des Maures,
Plaine des Maures.
- Six zones naturelles d'intérêt écologique, faunistique et floristique (Znieff) :

Plaine des Maures (Type 1),
Plaine des Maures (Type 2),
Collines du Recoux,
Collines et plaines de la Roquette à Vergeiras,
Vallée de L'Aille,
Dépression et collines du Centre Var.
- Site bioarchéologique[15].

Le Luc est membre du projet de "Géopark Maures- Esterel". Outre les 47 communes situées dans le strict périmètre du projet, 24 sont en périphérie du territoire candidat constituant les portes d'entrée du Géopark et sont partenaires du projet. 
La commune a, autour d'elle, la Côte d’Azur et les gorges du Verdon. Également adossée au massif des Maures, elle est le siège de la communauté de communes Cœur du Var, qui réunit 11 communes, en partie sur la plaine des Maures.

### Hydrographie et eaux souterraines
Cours d'eau sur la commune ou à son aval :
- rivière l'Aille, un affluent de l'Argens ;
- le Riautort ;
- le Réal Martin ;
- vallon du Teissadon ;
- vallat du Coudounier ;
- ruisseau de Soliès ;
- ruisseau la Galinesse, qui a été à l'origine des inondations dramatiques notamment le 15 juin 2010[18].

#### Ressource en eau des contreforts de la Sainte-Baume
Dans le secteur Cœur du Var, les communes de Gonfaron, Les Mayons, Le Cannet-des-Maures, Le Luc et Le Thoronet, appartenant au territoire Cœur de Var, n’ont pas été intégrées au secteur « Ouest Cœur de Var ». Ces cinq communes sont desservies par le syndicat d’Entraigues, dont les ressources en eau relève d’un autre contexte géographique.
Le secteur « Ouest Cœur de Var » regroupe 6 communes (Cabasse, Flassans-sur-Issole, Besse-sur-Issole, Pujet-Ville, Carnoules et Pignans).

### Climat
Pour des articles plus généraux, voir Climat de Provence-Alpes-Côte d'Azur et Climat du Var.
En 2010, le climat de la commune est de type climat méditerranéen franc, selon une étude du Centre national de la recherche scientifique s'appuyant sur une série de données couvrant la période 1971-2000. En 2020, Météo-France publie une typologie des climats de la France métropolitaine dans laquelle la commune est exposée à un climat méditerranéen et est dans la région climatique Var, Alpes-Maritimes, caractérisée par une pluviométrie abondante en automne et en hiver (250 à 300 mm en automne), un très bon ensoleillement en été (fraction d’insolation > 75 %), un hiver doux (8 °C) et peu de brouillards.
Pour la période 1971-2000, la température annuelle moyenne est de 14,3 °C, avec une amplitude thermique annuelle de 15,9 °C. Le cumul annuel moyen de précipitations est de 846 mm, avec 6,9 jours de précipitations en janvier et 2 jours en juillet. Pour la période 1991-2020, la température moyenne annuelle observée sur la station météorologique de Météo-France la plus proche, « Le Luc », sur la commune du Cannet-des-Maures à 2 km à vol d'oiseau, est de 15,5 °C et le cumul annuel moyen de précipitations est de 832,3 mm. 
La température maximale relevée sur cette station est de 42,7 °C, atteinte le 7 juillet 1982 ; la température minimale est de −17 °C, atteinte le 12 février 1956,,.
| Mois                                  | jan.           | fév.           | mars           | avril           | mai           | juin           | jui.            | août          | sep.           | oct.            | nov.            | déc.            | année     |
| ------------------------------------- | -------------- | -------------- | -------------- | --------------- | ------------- | -------------- | --------------- | ------------- | -------------- | --------------- | --------------- | --------------- | --------- |
| Température minimale moyenne (°C)     | 2              | 2,1            | 4,6            | 7,3             | 11,3          | 15             | 17,5            | 17,3          | 13,7           | 10,7            | 6,2             | 3               | 9,2       |
| Température moyenne (°C)              | 7,5            | 8,1            | 11             | 13,8            | 17,9          | 22             | 24,9            | 24,8          | 20,4           | 16,3            | 11,4            | 8               | 15,5      |
| Température maximale moyenne (°C)     | 12,9           | 14,2           | 17,5           | 20,2            | 24,5          | 29             | 32,4            | 32,4          | 27,2           | 22              | 16,5            | 13,1            | 21,8      |
| Record de froid (°C) date du record   | −12 01.01.1969 | −17 12.02.1956 | −10 07.03.1971 | −3,4 08.04.21   | 0 01.05.1960  | 4,8 01.06.1986 | 7,4 09.07.1954  | 7 31.08.1986  | 2,4 21.09.1977 | −3,4 30.10.1974 | −9 23.11.1998   | −9,3 30.12.05   | −17 1956  |
| Record de chaleur (°C) date du record | 22,4 10.01.15  | 26,1 03.02.20  | 28,6 21.03.02  | 30,2 19.04.1949 | 35,8 28.05.06 | 41,1 28.06.19  | 42,7 07.07.1982 | 42,2 05.08.17 | 36,7 05.09.16  | 33,9 08.10.23   | 26,1 03.11.1977 | 23,3 04.12.1961 | 42,7 1982 |
| Ensoleillement (h)                    | 148,4          | 165,7          | 218,1          | 231,9           | 275,6         | 320,2          | 359,1           | 324,8         | 248,9          | 179,1           | 143,4           | 137,2           | 2 752,4   |
| Précipitations (mm)                   | 72,5           | 48,1           | 52,3           | 67,1            | 56,4          | 50,7           | 16,3            | 33,7          | 86,6           | 128,9           | 141             | 78,7            | 832,3     |

| Diagramme climatique                                  |             |             |             |              |          |              |              |              |             |            |           |
| J                                                     | F           | M           | A           | M            | J        | J            | A            | S            | O           | N          | D         |
| 12,9272,5                                             | 14,22,148,1 | 17,54,652,3 | 20,27,367,1 | 24,511,356,4 | 291550,7 | 32,417,516,3 | 32,417,333,7 | 27,213,786,6 | 2210,7128,9 | 16,56,2141 | 13,1378,7 |
| Moyennes : • Temp. maxi et mini °C • Précipitation mm |             |             |             |              |          |              |              |              |             |            |           |

Les paramètres climatiques de la commune ont été estimés pour le milieu du siècle (2041-2070) selon différents scénarios d'émission de gaz à effet de serre à partir des nouvelles projections climatiques de référence DRIAS-2020. Ils sont consultables sur un site dédié publié par Météo-France en novembre 2022.

## Urbanisme

### Typologie
Au 1er janvier 2024, Le Luc est catégorisée petite ville, selon la nouvelle grille communale de densité à sept niveaux définie par l'Insee en 2022.
Elle appartient à l'unité urbaine de Le Luc, une agglomération intra-départementale regroupant deux  communes, dont elle est ville-centre,,. Par ailleurs la commune fait partie de l'aire d'attraction du Luc, dont elle est la commune-centre,. Cette aire, qui regroupe 5 communes, est catégorisée dans les aires de moins de 50 000 habitants,.

### Occupation des sols
L'occupation des sols de la commune, telle qu'elle ressort de la base de données européenne d’occupation biophysique des sols Corine Land Cover (CLC), est marquée par l'importance des forêts et milieux semi-naturels (50,2 % en 2018), en diminution par rapport à 1990 (52,4 %). La répartition détaillée en 2018 est la suivante : 
forêts (32 %), cultures permanentes (24,1 %), milieux à végétation arbustive et/ou herbacée (18,2 %), zones agricoles hétérogènes (10,7 %), zones urbanisées (9,5 %), prairies (3,5 %), espaces verts artificialisés, non agricoles (1 %), zones industrielles ou commerciales et réseaux de communication (0,9 %). L'évolution de l’occupation des sols de la commune et de ses infrastructures peut être observée sur les différentes représentations cartographiques du territoire : la carte de Cassini (XVIIIe siècle), la carte d'état-major (1820-1866) et les cartes ou photos aériennes de l'IGN pour la période actuelle (1950 à aujourd'hui).

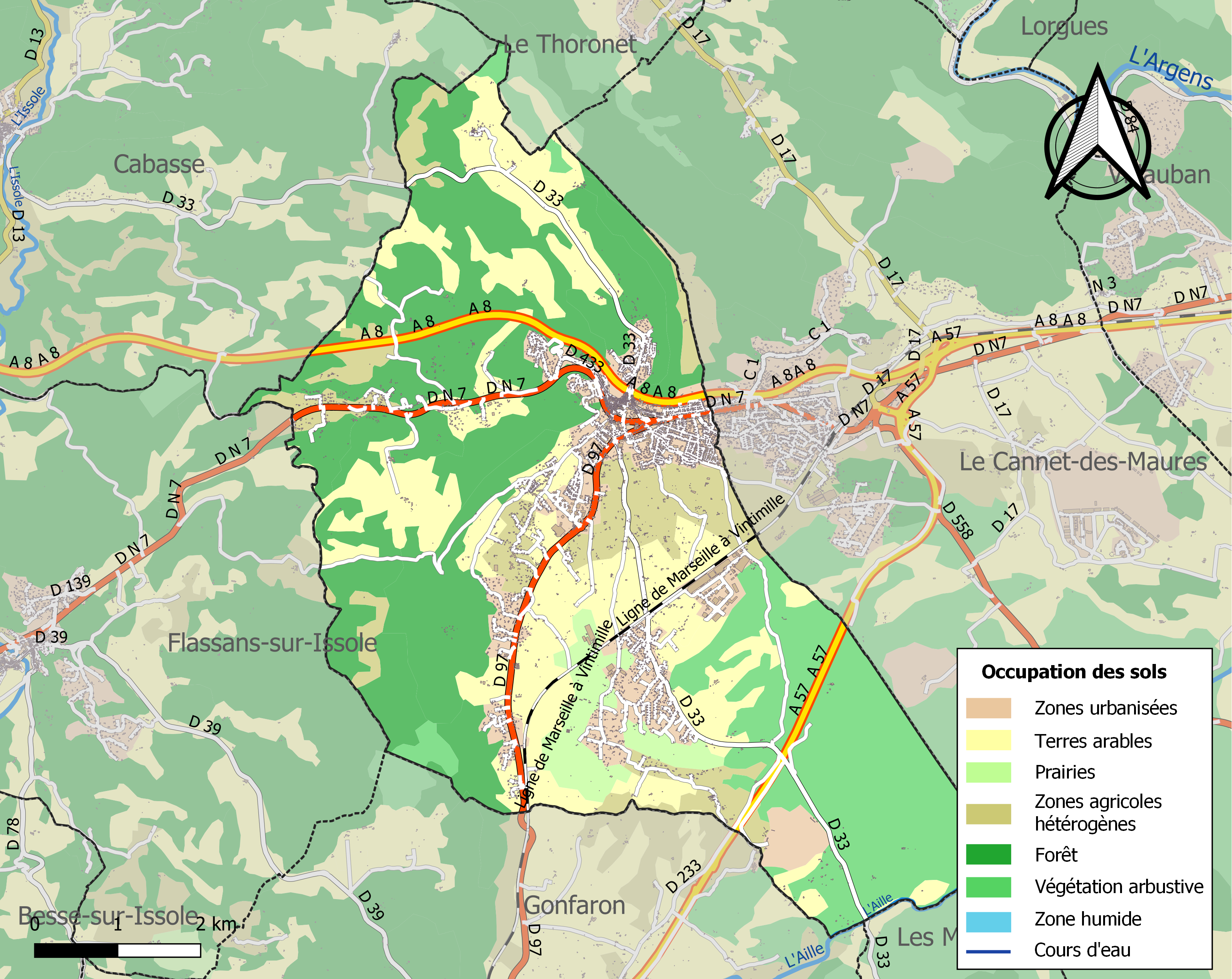
Carte des infrastructures et de l'occupation des sols de la commune en 2018 (CLC).

### Voies de communications et transports

#### Voies routières
Située à 20 minutes de la sous-préfecture, Draguignan, et à 55 km au nord-est de la préfecture, Toulon, Le Luc se situe en plein cœur du département du Var.
La ville n'est pas desservie par l'autoroute mais est reliée directement, par la Nationale 7 aux autoroutes A8 et A57 (échangeur no 13 à Le Cannet-des-Maures situé à 3 km).

#### Transports en commun
- Transport en Provence-Alpes-Côte d'Azur
- Le taco.
- Le Luc est par ailleurs desservie par 4 lignes de bus, reliant la commune aux villes voisines[33] :
- Draguignan - Le Luc - Toulon ;
- Draguignan - Le Luc - Brignoles ;
- Draguignan - Le Luc ;
- Le Cannet-des-Maures - Le Luc - Brignoles.

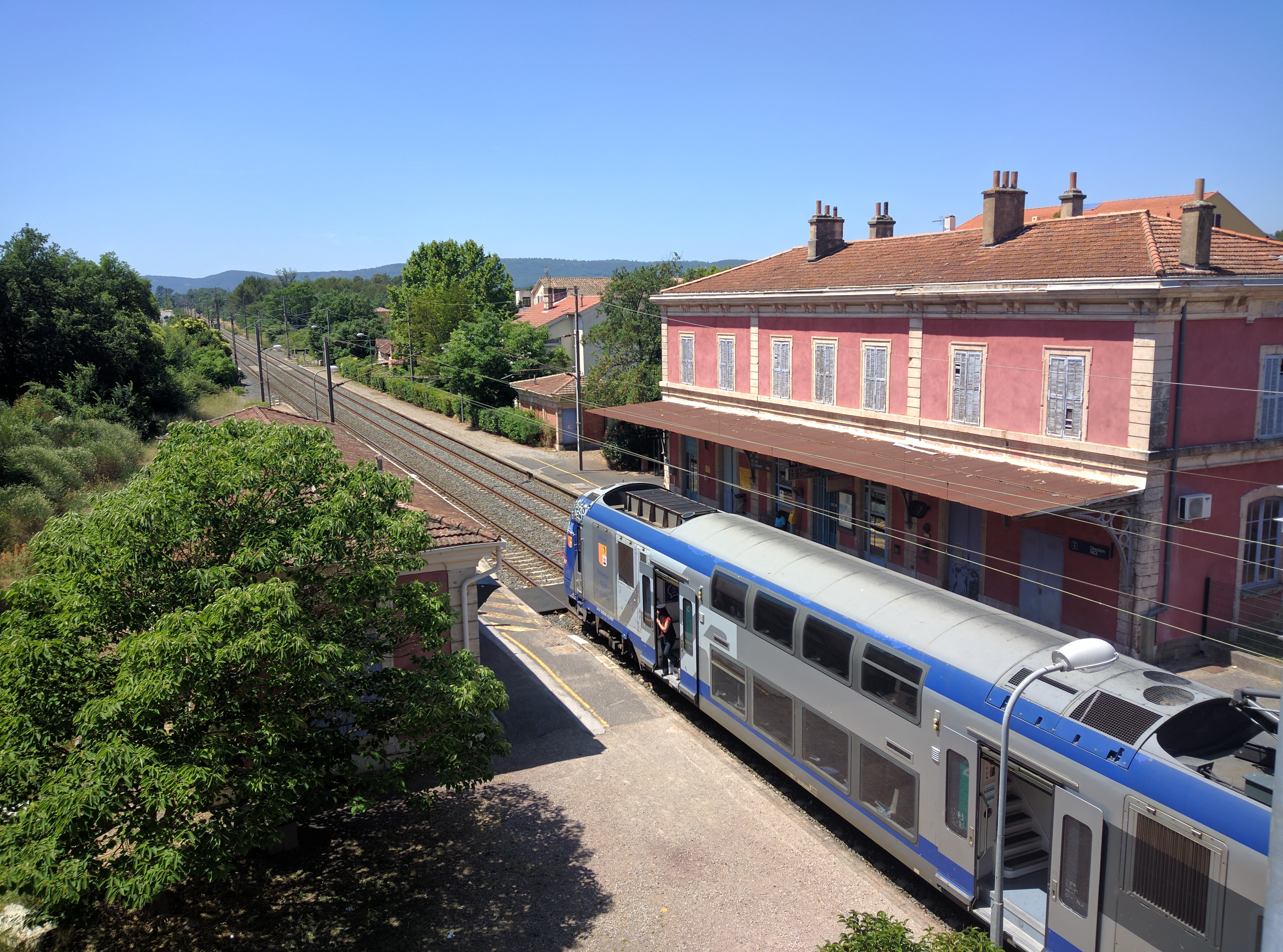
Gare du Luc-et-Le Cannet.

#### Lignes SNCF
- Gare du Luc et Le Cannet.

#### Aéroport en Provence-Alpes-Côte d'Azur
- Aéroport Marseille-Provence
- Aéroport de Toulon-Hyères
- Aéroport de Nice-Côte d'Azur

#### Ports en Provence-Alpes-Côte d'Azur
- La Rade de Toulon,
- Le port de Marseille,
- Port Hercule (Port de Monaco),
- Port Lympia (port de Nice).

### Risques naturels et technologiques

#### Risque sismique
La commune est située en zone 2, sismicité faible.

## Toponymie
La commune est parfois appelée localement Le Luc-en-Provence.
En provençal elle se nomme Lo Luc selon la norme classique et Lou Lu selon la norme mistralienne. Toponyme dérivé du latin lucus, le « bois sacré ».

## Histoire

### Le Moyen Âge
À la fin du Haut Moyen Âge, un certain nombre de paysans jouissaient de libertés, et étaient appelés pour cette raison alleutiers. Ils possédaient leur propre église, distincte de celle du castrum. La mise en place de la structure féodale menace leurs libertés, ce qui les conduit au XIe siècle à donner leur église à l’église Saint-Pierre de Rome, puis à l’abbaye de Montmajour pour éviter de tomber sous la dépendance du seigneur.
Geoffroy Larcari, viguier de Marseille (1356,1358), amiral de Provence (1359), était un chevalier originaire de Gênes ; il fut seigneur du Luc et de Roquebrune puis citoyen de Marseille (1358). Conseiller et familier des souverains, il combattit pour ceux-ci tant sur terre que sur mer. Homme de confiance, il fut envoyé en ambassade par Louis de Tarente, à Avignon auprès d'Innocent VI à la fin de 1353, et fut nommé amiral de Provence après la mort de Pierre de Lamanon, le 17 avril 1359. Ses services furent largement récompensés. Les souverains lui donnèrent les droits de la cour sur les villages du Luc, de Roquebrune et de Guillaumes. Entre 1349 et 1359, Louis et Jeanne lui inféodèrent le château de Séderon.

### Temps modernes
Seigneurie des Castellane, puis des Vintimille en 1577 (par des mariages), érigée en marquisat par lettres patentes de novembre 1688, pour François-Charles de Vintimille (Charles-François de Vintimille du Luc), capitaine de galère. Le Luc est à l'époque de l'édit de Nantes (1598-1685), une des trois résidences où étaient tolérés officiellement les protestants en Provence, ayant donc le droit d'y exercer librement leur culte & d'y posséder un lieu de culte.

### Époque contemporaine
Entre la fin des années 1950 et le début des années 1980, la population de la ville double sous l'effet de la construction de nouveaux quartiers, notamment Le Vergeiras à l'ouest du centre-ville, ainsi que La Ferrage, la cité de l'Aire, des Genêts, du Paradis, Tabary, la Cerisaie ou les Liébaud par exemple.

## Politique et administration

### Découpage territorial

#### Intercommunalité
Le Luc est membre de la communauté de communes Cœur du Var de 37 829 habitants, créée en janvier 2002.
Les onze communes composant la communauté de communes en 2012 sont (par ordre alphabétique) :
- Besse-sur-Issole ;
- Cabasse ;
- Le Cannet-des-Maures ;
- Carnoules ;
- Flassans-sur-Issole ;
- Gonfaron ;
- Le Luc ;
- Les Mayons ;
- Pignans ;
- Puget-Ville ;
- Le Thoronet.

### Liste des maires
| Période                                  | Période      | Identité                       | Étiquette     | Qualité |
| ---------------------------------------- | ------------ | ------------------------------ | ------------- | --- |
| Les données manquantes sont à compléter. |              |                                |               | |
| mai 1924                                 | juillet 1936 | Charles Gaudin                 | PRS puis PSdF | Exploitant agricole, propriétaire Réélu en 1925, 1929 et 1935 Démissionnaire |
| octobre 1936                             | mars 1941    | Gabriel Barbarroux (1876-1947) | SFIO          | Pharmacien, ancien conseiller municipal de Marseille Conseiller général du canton du Luc (1934 → 1940) |
| Les données manquantes sont à compléter. |              |                                |               | |
| 1944                                     | 1947         | Gabriel Barbarroux             | SFIO          | Pharmacien |
| Les données manquantes sont à compléter. |              |                                |               | |
| mars 1959                                | janvier 1978 | Pierre Gaudin (1913-1978)      | SFIO puis PS  | Agriculteur Sénateur du Var (1977 → 1978) Député de la 1re circonscription du Var (1962 → 1977) Conseiller régional de Provence-Alpes-Côte d'Azur (1973 → 1978) Conseiller général du canton du Luc (1953 → 1978) Réélu en 1965, 1971 et 1977 Décédé en cours de mandat |
| janvier 1978                             | février 1990 | Jean-Louis Dieux (1941-2007)   | PS            | Maître d’éducation physique et sportive Conseiller régional de Provence-Alpes-Côte d'Azur (1982 → 2007) Conseiller général du canton du Luc (1978 → 1992) Réélu en 1983 et 1989                                                                                         |
| février 1990                             | mars 2001    | Norbert La Rosa                | RPR           | Chirurgien-dentiste Conseiller général du canton du Luc (1992 → 1998) Élu en 1990 à la suite d'une élection partielle, réélu en 1995 |
| mars 2001                                | mars 2008    | Lucien Morel                   | DVG           | Entrepreneur du bâtiment |
| mars 2008                                | mars 2014    | André Raufast                  | PS-DVG        | Médecin généraliste |
| mars 2014                                | février 2015 | Philippe de La Grange          | FN            | Cadre financier Démissionnaire |
| février 2015                             | mars 2016    | Patricia Zirilli               | FN            | Comptable Démissionnaire |
| mars 2016                                | juin 2020    | Pascal Verrelle                | FN/RN         | Ancien chef de service pénitentiaire |
| juin 2020                                | en cours     | Dominique Lain                 | LR            | Cadre dirigeant Conseiller départemental du canton du Luc (2015 → ) |

### Finances communales

#### Budget et fiscalité 2023
En 2023, le budget de la commune était constitué ainsi :
- total des produits de fonctionnement : 14 521 000 €, soit 1 300 € par habitant ;
- total des charges de fonctionnement : 12 701 000 €, soit 1 132 € par habitant ;
- total des ressources d’investissement : 4 068 000 €, soit 364 € par habitant ;
- total des emplois d’investissement : 4 772 000 €, soit 427 € par habitant.
- endettement : 4 784 000 €, soit 428 € par habitant.

Avec les taux de fiscalité suivants :
- taxe d’habitation : 18,94 % ;
- taxe foncière sur les propriétés bâties : 37,16 % ;
- taxe foncière sur les propriétés non bâties : 122,58 % ;
- taxe additionnelle à la taxe foncière sur les propriétés non bâties : 0,00 % ;
- cotisation foncière des entreprises : 0,00 %.

Chiffres clés Revenus et pauvreté des ménages en 2021 : médiane en 2021 du revenu disponible, par unité de consommation : 20 810 €.

## Économie

### Entreprises et commerces

#### Agriculture et patrimoine agricole
- Coopérative vinicole dite Cave coopérative les Vignerons du Luc, anciennement la Lucoise[54].
- Moulin à huile dit Moulin de la Calade, Bellissen[55].
- Moulin à huile de coopérateurs[56] communes Cœur du Var s'est fixé comme objectif la reconquête du foncier agricole au sein des onze communes membres de l’intercommunalité[57].

#### Tourisme
- Locations saisonnières, gîtes.
- Chambre d'hôtes[58].
- Camping[59].

#### Commerces
La commune bénéficie de la présence de divers commerces de proximité.

## Politique de développement durable
La commune a engagé une politique de développement durable en lançant une démarche d'Agenda 21.

### Environnement
Le Luc dispose d'une station d'épuration d'une capacité de 10 000 Équivalent Habitants, mise en service le 31 décembre 1984.

## Équipements et services
La commune dispose de l'aérodrome du Luc - Le Cannet, qui accueille des activités sportives, d'affaires, militaires et de loisir.

### Équipements culturels

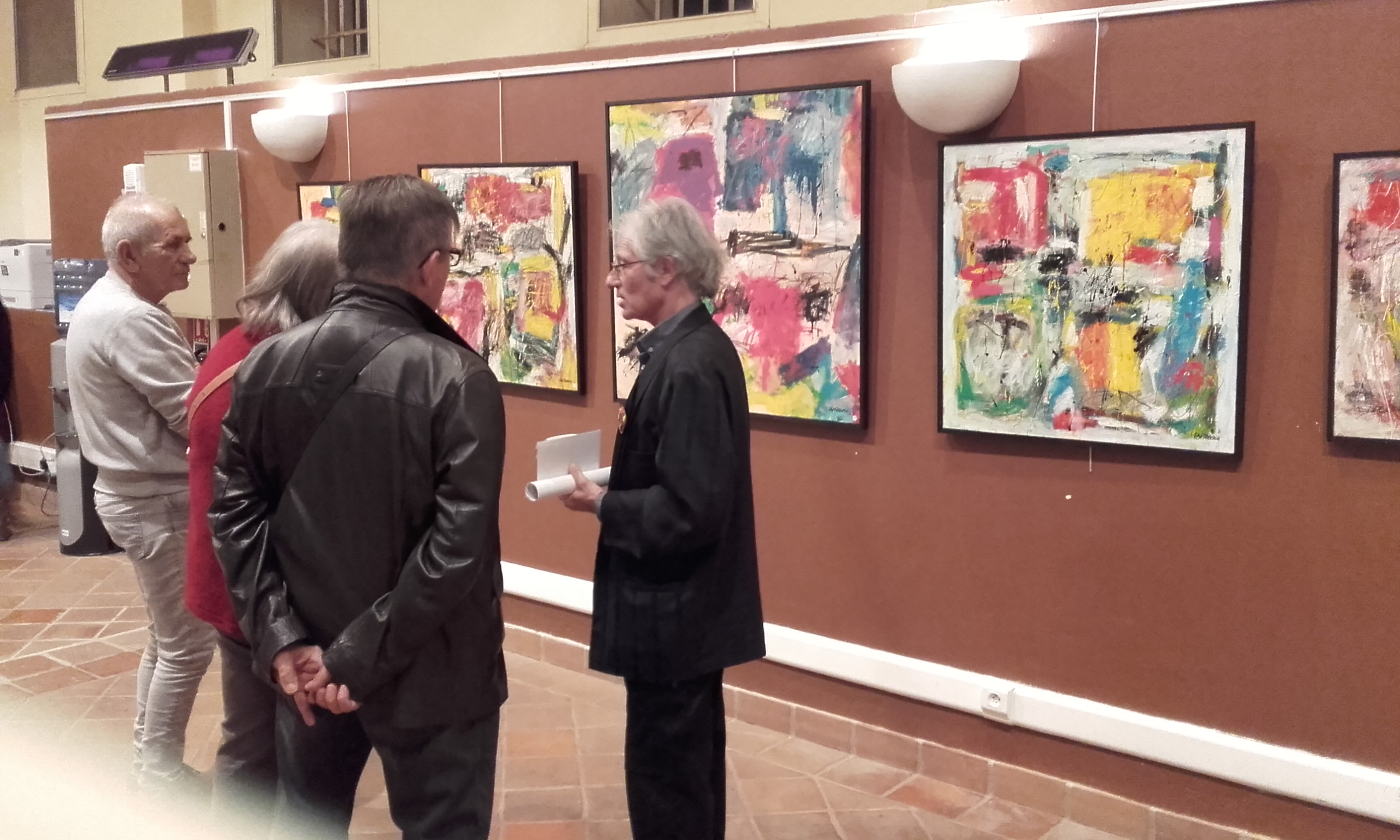
Exposition dans l'Espace Tourisme et Patrimoine.

- Espace Tourisme et patrimoine[63], place Pasteur, accolé à la tour hexagonale édifiée entre 1517 et 1546.

Les expositions se déroulent dans le prieuré Saint-Pierre, XIIIe siècle, avec son abside en cul-de-four et son chevet plat. En 1658, une église plus grande fut annexée au prieuré roman qui devint le transept de ce nouvel édifice. Détruite au XIXe siècle, il n'en reste qu'un pan de mur avec deux demi-colonnes engagées.

### Enseignement
- Écoles élémentaires[66],[67] et primaires[68],[69].
- Collège Pierre-Coubertin au Luc.
- Lycées[70] à Lorgues, Les Arcs, Brignoles, Draguignan.

### Santé
La commune est équipée d'un pôle santé EHPAD : le centre Pierre-Gaudin. Il est réparti en deux sites, court et moyen séjour, nommés les Muriers, les Maronniers et Précoumin. Il y a aussi un espace de soins, de rééducation et un service psychiatrique, les Oliviers.

## Population et société

### Démographie

#### Évolution démographique
L'évolution du nombre d'habitants est connue à travers les recensements de la population effectués dans la commune depuis 1793. Pour les communes de plus de 10 000 habitants les recensements ont lieu chaque année à la suite d'une enquête par sondage auprès d'un échantillon d'adresses représentant 8 % de leurs logements, contrairement aux autres communes qui ont un recensement réel tous les cinq ans,.

En 2022, la commune comptait 11 124 habitants, en évolution de +1,57 % par rapport à 2016 (Var : +4,98 %, France hors Mayotte : +2,11 %).
| 1793  | 1800  | 1806  | 1821  | 1831  | 1836  | 1841  | 1846  | 1851  |
| ----- | ----- | ----- | ----- | ----- | ----- | ----- | ----- | ----- |
| 3 060 | 2 766 | 3 020 | 3 572 | 3 580 | 3 562 | 3 441 | 3 597 | 3 686 |

| 1856  | 1861  | 1866  | 1872  | 1876  | 1881  | 1886  | 1891  | 1896  |
| ----- | ----- | ----- | ----- | ----- | ----- | ----- | ----- | ----- |
| 3 650 | 3 751 | 3 396 | 3 395 | 3 526 | 3 110 | 2 929 | 2 875 | 2 746 |

| 1901  | 1906  | 1911  | 1921  | 1926  | 1931  | 1936  | 1946  | 1954  |
| ----- | ----- | ----- | ----- | ----- | ----- | ----- | ----- | ----- |
| 2 759 | 2 789 | 2 669 | 2 222 | 2 555 | 2 632 | 2 861 | 2 842 | 3 003 |

| 1962  | 1968  | 1975  | 1982  | 1990  | 1999  | 2005  | 2006  | 2011  |
| ----- | ----- | ----- | ----- | ----- | ----- | ----- | ----- | ----- |
| 3 610 | 4 266 | 5 626 | 6 049 | 6 929 | 7 282 | 8 534 | 8 711 | 9 532 |

| 2016   | 2021   | 2022   | - | - | - | - | - | - |
| ------ | ------ | ------ | - | - | - | - | - | - |
| 10 952 | 11 053 | 11 124 | - | - | - | - | - | - |

### Sports et loisirs
La commune compte :
- un circuit automobile, le Circuit du Luc[75] ;
- ainsi qu'une base de loisirs avec parcours de santé et mur d'escalade ;
- un circuit de karting ;
- un gymnase ;
- une piste de BMX à rayonnement national ;
- 4 cours de tennis et 2 cours de padel

### Cultes
La paroisse Notre-Dame-du-Mont-Carmel, de culte catholique, dépend du diocèse de Fréjus-Toulon et du doyenné de Brignoles. Elle est confiée à l'Institut du Verbe incarné, un institut religieux fondé en Argentine en 1984. Le curé actuel est le père Anthony del Castillo.

## Culture locale et patrimoine

### Lieux et monuments

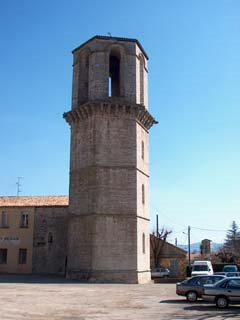
Tour Hexagonale.
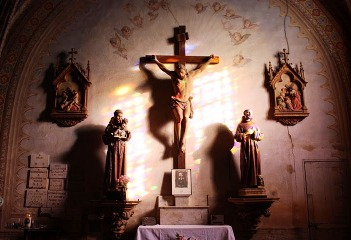
Église Notre-Dame-du-Mont-Carmel.
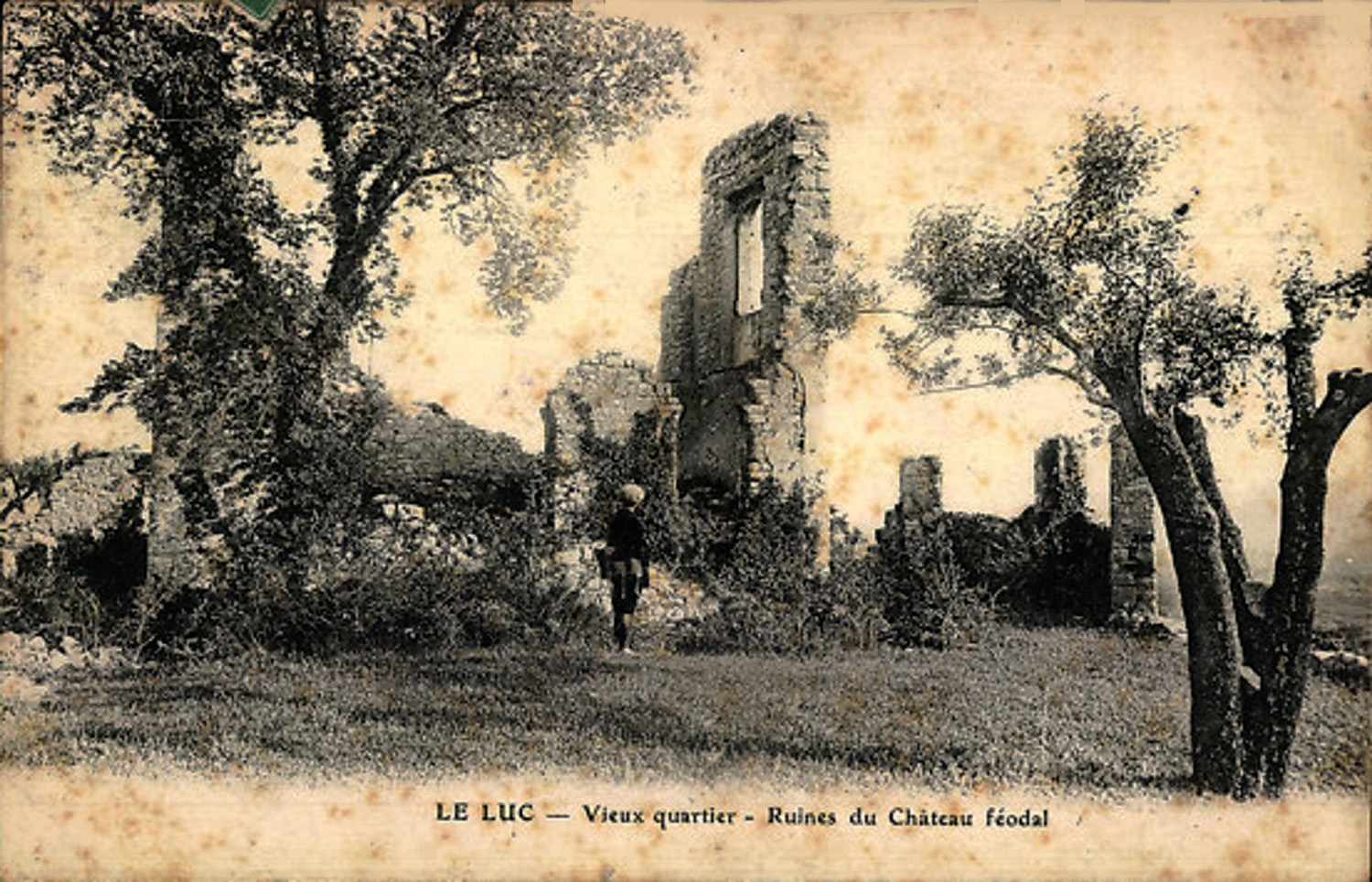
Ruines du château féodal.
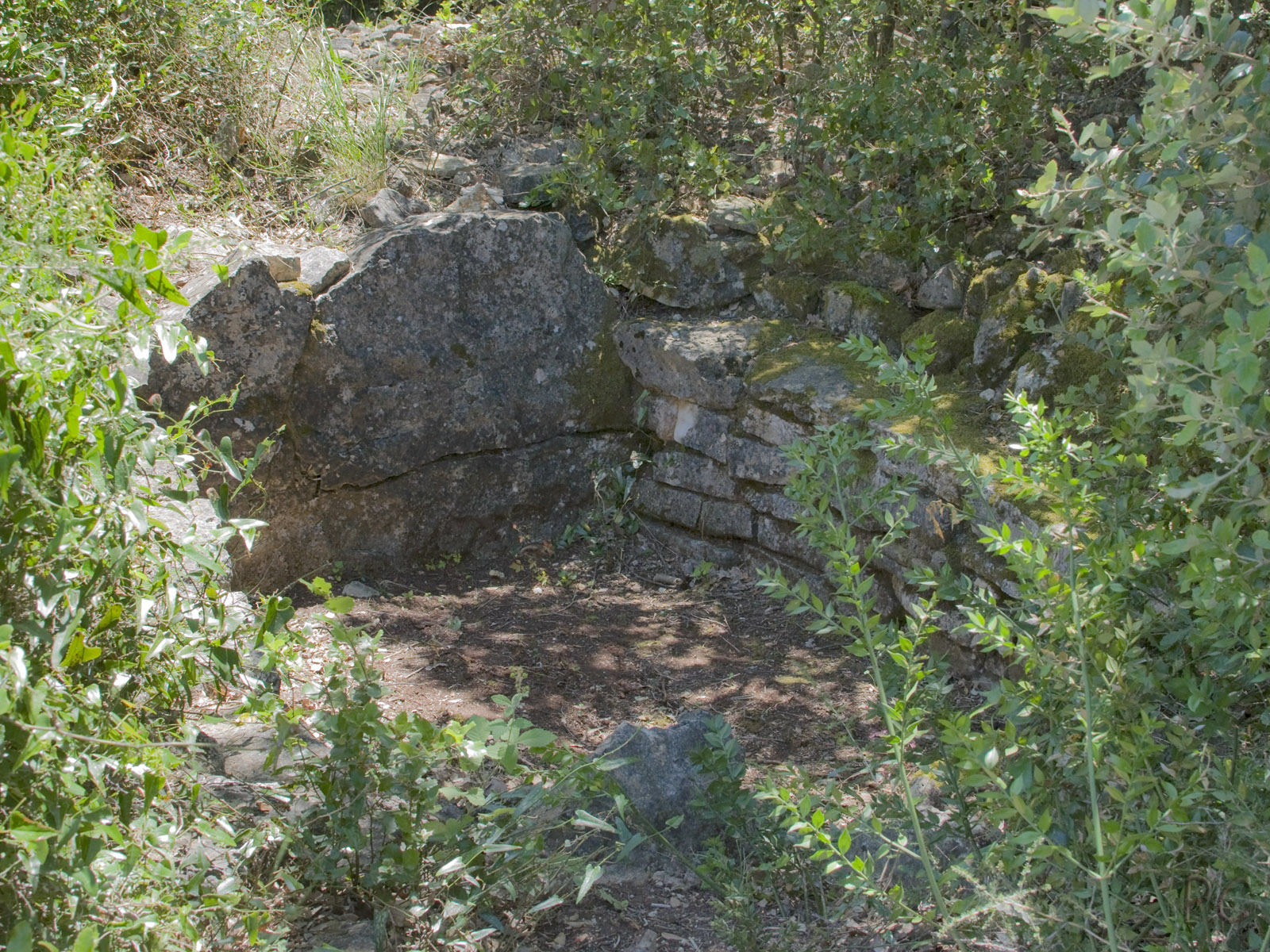
Dolmen des muraires.
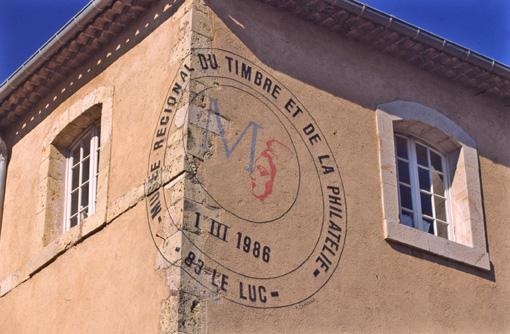
Musée du timbre.
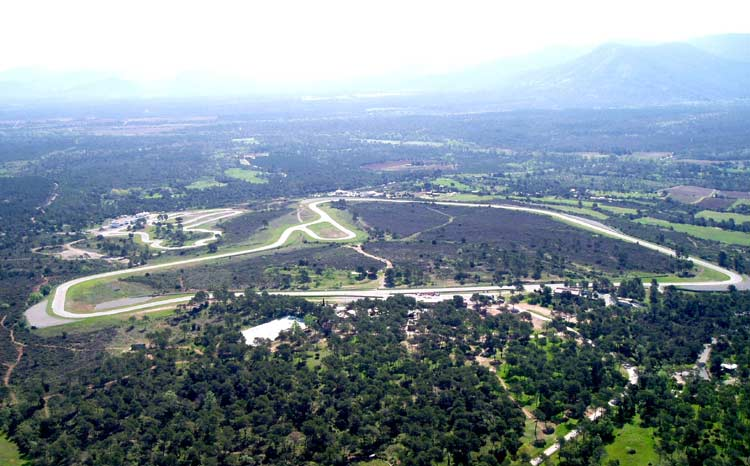
Circuit automobile du Var.

Patrimoine religieux :
- Église Notre-Dame-du-Mont-Carmel édifiée au XVe siècle[80],[81]. Avant la Révolution, elle était l'église d’un couvent de Carmes[82]. Sa construction remonterait à la fin du XIVe siècle, date de l'établissement de ces religieux dans le pays[83]. Elle est l'actuelle église de la paroisse du Luc.
- Tour hexagonale haute de 27 m (début du XVIe siècle). Édifiée à la mode des campaniles italiens, elle servit longtemps d'unique clocher du village[84],[85].
- Chapelle Saint-Antoine[86].
- Chapelle Sainte-Anne, de 1662[87].
- Ancien couvent de Trinitaires Notre-Dame-de-Consolation, Saint-Joseph[88].
- Dolmen des Muraires[89].
- Monument aux morts de la guerre de 1914-1918[90],[91].

Patrimoine civil :
- Hôpital[92], puis hôtel-de-ville[93].
- Tour de l'horloge qui marque l'emplacement de la porte à herse qui permettait l'accès au castrum entre le XIIe siècle et le XVe siècle[94], beffroi[95].
- Fontaines et lavoirs[96],[97],[98],[99],[100],[101],[102],[103],[104].
- Statue de la liberté[105],[106],[107].
- Musée municipal du timbre[108], à la façade composée d'un tampon postal géant.
- Château des Vintimille, dont la construction a débuté vers 1600. Les bâtiments actuels datant des XVIIe siècle, XVIIIe siècle et XIXe siècle[109] et son parc, dont les jardins ont été remaniés d'après des plans d’André Le Nôtre[110]. Aujourd'hui le château abrite l'office du tourisme, une salle d'exposition permanente et le musée régional du timbre et de la philatélie.
- Circuit automobile.

### Personnalités liées à la commune

#### Personnalités nées au Luc
- L'ingénieur Apollinaire Lebas, né en 1797, a dirigé le transport et la mise en place de l'obélisque de la Concorde à Paris.
- Le maire de Nantes Jean-Baptiste Bertrand-Geslin, né le 10 septembre 1770.
- Le général d'Empire Louis Bertrand de Sivray, né le 23 août 1766.
- Antoine Lambert, chirurgien et auteur de traités médicaux sous Louis XIV.
- Louis-Joseph Charles, homme politique français, député du Var.
- Victor Méric, architecte, militant radical-socialiste, conseiller général, sénateur du Var.

### Héraldique

Armoiries du Luc (1604-1XXX).

Le Luc portait comme blason (connu depuis le XVIIe siècle) : De gueules aux trois étoiles d'or mal ordonnées en chef et au croissant d'argent en pointe,,.

Armoiries actuelles du Luc.

En 1697, de nouvelles armoiries ont été adoptées : De gueules aux trois étoiles d'or mal ordonnées en chef et au croissant de même en pointe et à la filière d'argent.
Le blason est dessiné sur un écu français moderne et surmonté d'une couronne murale.